# Carola Fleischhauer

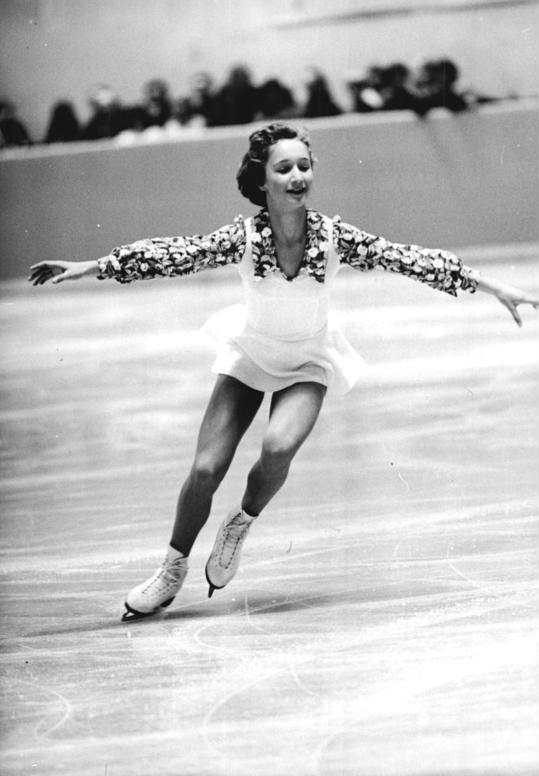
Carola Weißenberg beim Pokal der Blauen Schwerter 1976

Carola Fleischhauer, geborene Weißenberg (* 24. Dezember 1962 in Berlin-Hohenschönhausen) ist eine frühere deutsche Eiskunstläuferin.
Carola Weißenberg begann 1965 beim SC Dynamo Berlin mit den ersten Schritten im Eislaufen. Seit 1974, seit ihrem elften Lebensjahr, war Weißenberg, die schon mit neun Jahren einen Doppel-Axel springen konnte, bei nationalen und internationalen Wettkämpfen aktiv. Im selben Jahr trat sie erstmals bei DDR-Meisterschaften der Senioren an und gewann Spartakiade-Gold. 1978 bis 1980 war sie Teilnehmerin an Europa und Weltmeisterschaften der Senioren und erzielte zu dieser Zeit ihre größten sportlichen Erfolge. Sie nahm unter anderem an internationalen Turnieren in England, Russland, Österreich teil und konnte dort erste Plätze belegen. 1980 beendete sie nach den Weltmeisterschaften in Dortmund ihre aktive Karriere, in der sie etwas im Schatten ihrer erfolgreicheren Teamkollegin Anett Pötzsch stand. Anschließend begann Carola Weißenberg ein Studium zur Grundschullehrerin und Erzieherin. Nach dem Studium arbeitete sie an mehreren Schulen und anderen Kindereinrichtungen und leitet mittlerweile seit mehreren Jahren einen Kindergarten. Seit 1987 ist sie verheiratet und trägt nun den Familiennamen Fleischhauer. 1988 wurde sie Mutter eines Sohnes. Dem Sport blieb sie weiterhin treu und arbeitet heute als Betreuerin im Breitensport.

## Erfolge/Ergebnisse
Weltmeisterschaften
- 1978 – 10. Rang – Ottawa
- 1979 – 9. Rang – Wien
- 1980 – 13. Rang – Dortmund

Europameisterschaften
- 1978 – 7. Rang – Straßburg
- 1979 – 5. Rang – Zagreb
- 1980 – 7. Rang – Göteborg

DDR-Meisterschaften
- 1978 – 2. Rang
- 1979 – 2. Rang
- 1980 – 3. Rang